# Дальний Запад

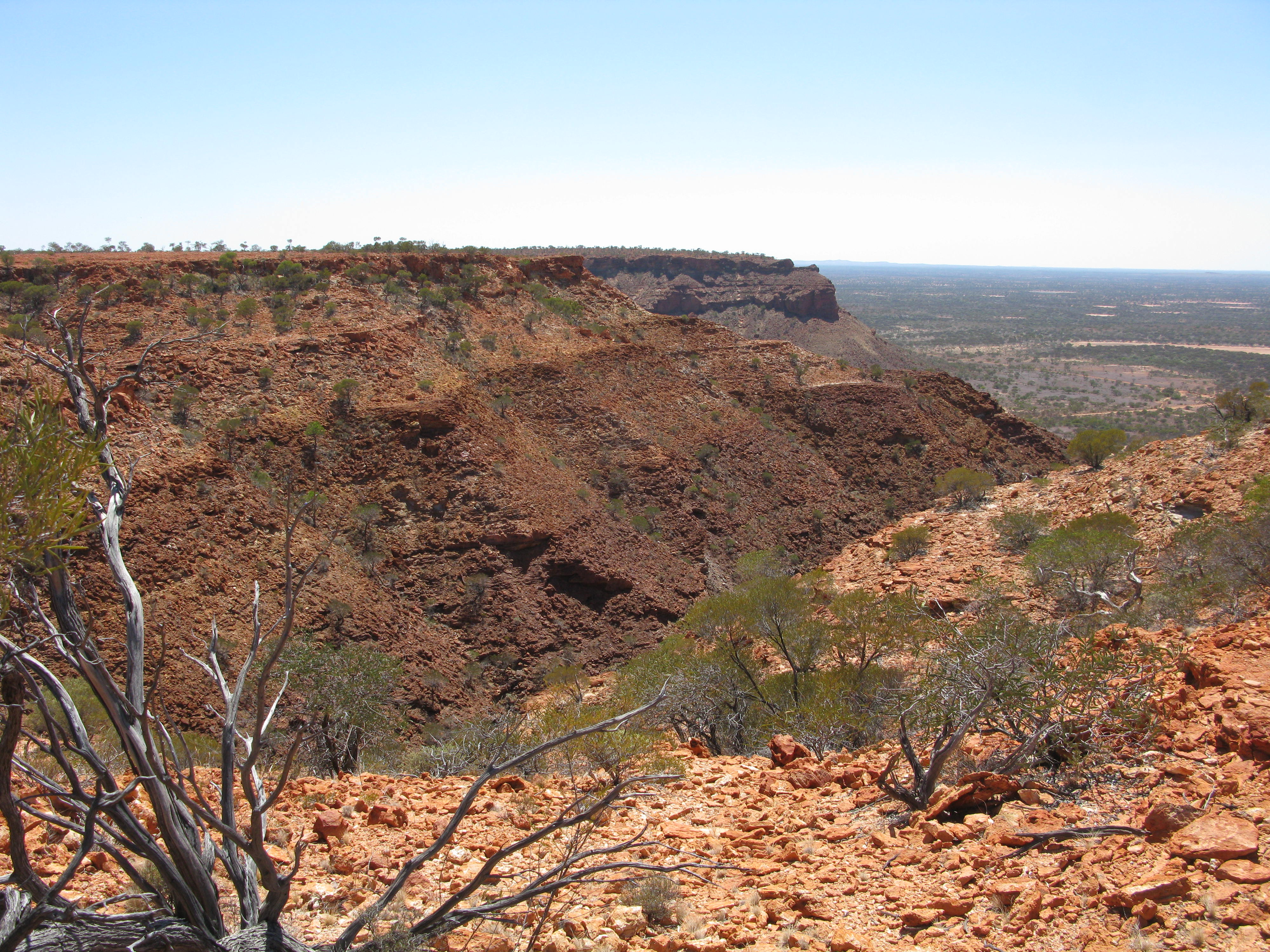
Национальный парк Кеннеди-Рендж, Западная Австралия.

Дальний Запад (Австралия) в Новом Южном Уэльсе, австралийская равнина на западе государства. Она ограничена на севере Квинслендом, на западе — Южной Австралией, на юге — рекой Мюррей и на востоке — западным склоном Австралийских Кордильер. То есть с юга на север районами Риверины, «Центр-Запад» и « Северо-Западные склоны», согласно разделу, созданному в штате «Законом о западных землях 1901 года».
Этот регион слишком мало орошен для выращивания зерновых или интенсивного разведения животных. Количество осадков уменьшается, и единственными крупными реками являются Дарлинг и Мюррей на его южной границе. Метеорологическое бюро Австралии разделил регион на две части: «Верхний западный» и «Нижний западный».

## Климат
Среднегодовой уровень осадков варьируется от 300 миллиметров в регионе пшеничного пояса до 1400 миллиметров в наиболее влажных районах около Нортклиффа, однако с ноября по март, когда испарения превышают осадки, обычно очень сухо. Растениям приходится приспосабливаться к этому, а также к крайней скудности почв. Общее уменьшение зимних осадков наблюдается с середины 1970-х годов, при этом возрастает количество сильных ливней в летние месяцы.
95 % области не обрабатываются. Единственные ресурсы — это горнодобывающая промышленность и обширное животноводство. В период с 1870 по 1880 год, которые были влажными, здесь селились крупные овцеводческие фермы, и их владельцы были уверены, что развитие территории изменит климатические условия, но засушливые годы 1890-х годов привели к тому, что эта мечта закончилась и большинство ферм были заброшены.
Через регион проходят несколько основных автомагистралей и железнодорожная линия Сидней — Перт.